# Португальська мова
Португа́льська мо́ва (língua portuguesa) — мова романської групи індоєвропейської мовної сім'ї. Тепер це офіційна мова Португалії, Бразилії, Анголи, Мозамбіка, Кабо-Верде, Гвінеї-Бісау, Сан-Томе і Принсіпі, Східного Тимору і Макао.
Португальська мова займає сьому позицію серед мов світу за кількістю носіїв (понад 200 мільйонів), і перше у Південній Америці (186 мільйонів, понад 51 % населення). Також це важлива лінгва-франка в Африці. Португальська поширилася по всьому світу в XV і XVI століттях, коли Португалія встановила велику колоніальну і комерційну імперію (1415—1999), що простягалася від Бразилії в Америці до Макао в Китаї. Протягом цього періоду з'явилося багато креольських мов, заснованих на португальській мові, особливо в Африці, Азії і басейні Карибського моря.
Писемність португальської мови базується на латинському алфавіті. Історично, мова розвинулась з середньовічної галісійсько-португальської мови, що існувала на території сучасної іспанської провінції Галісія. Існують два основних варіанти — європейський (pt-pt) і бразильський (pt-br), що відрізняються один від одного на рівні фонетики, лексики, орфографії і, меншою мірою, граматики. В Анголі і Мозамбіку використовують європейський варіант португальської мови з великою кількістю лексичних запозичень з африканських мов. В інших країнах Африки португальська мова значною мірою креолізована.

## Назва
Португальській мові часто даються прізвиська: «мова Камоенса», за ім'ям автора епопеї «Лузіади» (Os Lusíadas), «Остання квітка Лаціо» (вислів Олавіо Білака) і «солодка мова» (вислів Сервантеса). Самі носії португальської мови називають себе «лузо́фонами» (lusófonos), від слова «Лузітанія» — назви римської провінції на території сучасної Португалії.

## Географічне поширення
Португальська — єдина офіційна мова таких країн як Ангола, Бразилія, Португалія і Сан-Томе і Принсипі і найпоширеніша мова Мозамбіку. Це одна з офіційних мов Східного Тимору (разом з тетум і китайською) та Макао (разом з китайською). Нею широко розмовляють (але вона не має офіційного статусу) в Андоррі, Люксембургу, Намібії і Парагваї (в останній країні було 112 тис. носіїв згідно з переписом 2002 року). Португальські креольські мови — основні мови Кабо-Верде і важливі у Гвінеї-Бісау. У Кабо-Верде також значна частина населення розмовляє стандартною португальською мовою. Португальською мовою розмовляє близько 188 мільйонів чоловік в Південній Америці, 17 мільйонів в Африці, 12 мільйонів в Європі, 2 мільйони в Північній Америці і 610 тис. в Азії.
Співдружність португаломовних країн (порт. Comunidade dos Países de Língua Portuguesa, CPLP) — міжнародна організація, що складається з восьми незалежних країн, де португальська мова офіційна. Португальська також одна з офіційних мов Євросоюзу, Меркосур і Африканського союзу (одна з робочих мов) і одна з державних мов інших офіційних мов ще деяких організацій. Португальська мова набуває популярності в Африці, Азії, і Південній Америці як друга мова для вивчення.

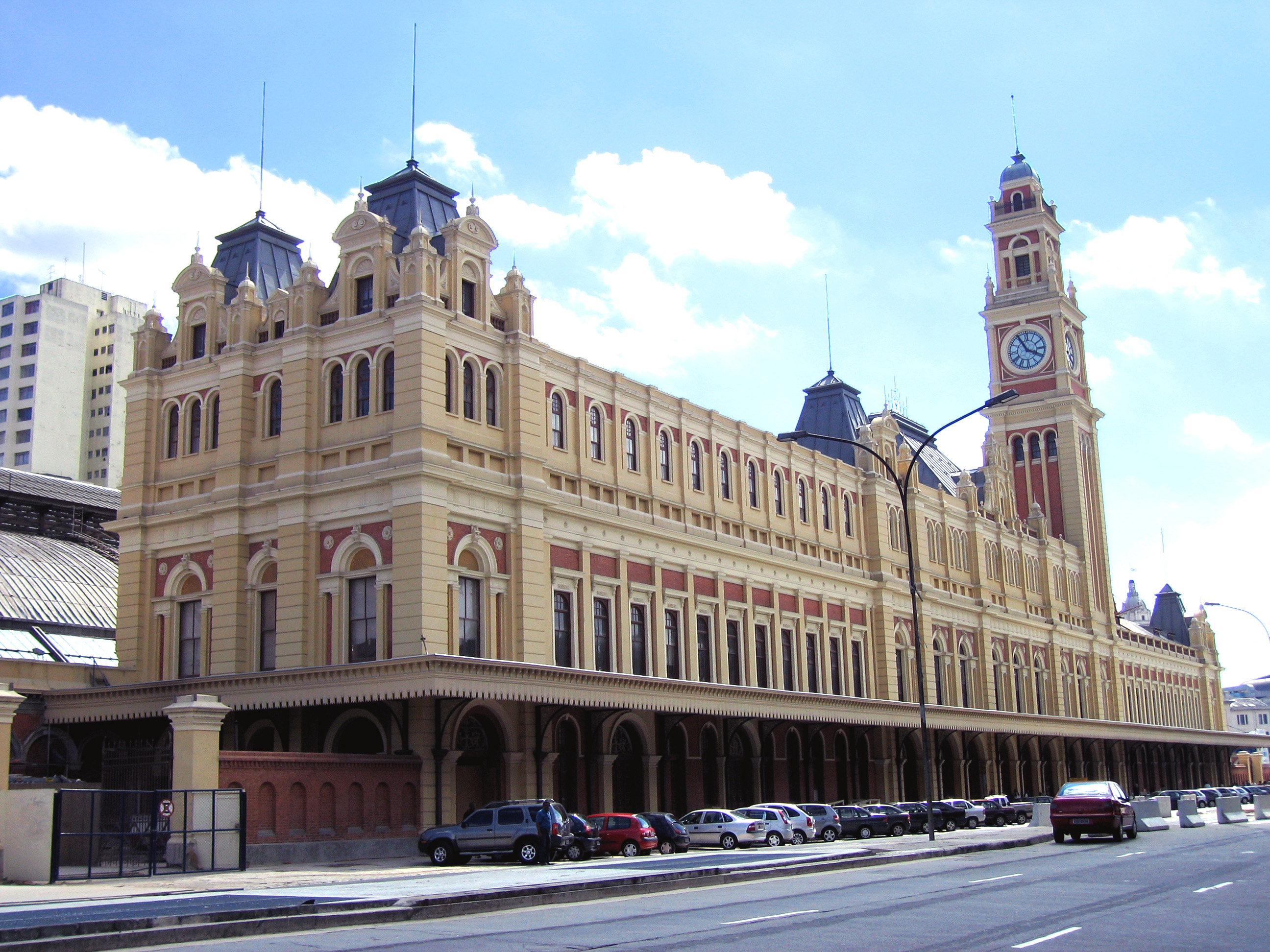
Станція Лус, будівля Музею португальської мови в Сан-Паулу.

Португальська (разом з іспанською) — найшвидше зростальна західна мова і, згідно з оцінками ЮНЕСКО, це — мова з найбільшим потенціалом зростання як міжнародна мова спілкування на півдні Африки і в Південній Америці. Очікується, що португальськомовні африканські країни матимуть повне населення 83 млн до 2050 року. Після підписання Бразилією договору про створення економічного ринку Меркосур з іншими південно-американськими країнами, такими як Аргентина, Уругвай і Парагвай, в цих країнах значно зросла зацікавленість у вивченні португальської мови. Демографічна вага Бразилії на континенті продовжуватиме підсилювати присутність португальської мови в регіоні.
Мова також починає набувати популярності в Азії, здебільшого завдяки значному зростанню числа носіїв у Східному Тиморі протягом останніх п'яти років. Макао стає китайським центром для вивчення португальської мови; хоча в перші роки 21-го століття використання мови там і було знижене, тепер воно зростає, оскільки португальська мова стала надавати можливості збільшення дипломатичних і фінансових зв'язків Китаю з португаломовними країнами.
У березні 2006 року в Сан-Паулу (Бразилія) був заснований Музей португальської мови.

## Класифікація і пов'язані мови
Португальська мова належить до Західно-іберійської гілки Романських мов та має тісні зв'язки з такими членами цієї групи:
- Галісійською мовою і мовою фала, її найближчими родичами. Див. нижче.
- Іспанською мовою, найближчої до португальської серед великих мов. Див. також Відмінності між іспанською і португальською мовами.
- Мірандською, іншою західно-іберійською мовою, що існує в Португалії.
- Юдео-португальською мовою і ладіно, мовами сефардських євреїв, близькими до іспанської та португальської мов.

### Латинська та інші романські мови
Див. також: Португальський словник: З латинської мови до португальської для детального опису зміни звуків.
Відмітною особливістю португальської мови є те, що вона зберегла наголошені голосні звуки вульгарної латинської мови, які були дифтонгалізовані в інших романських мовах. Порівняйте: фр. pierre, ісп. piedra, порт. pedra, від лат. petra, або ісп. fuego, італ. fuoco, порт. fogo, від лат. focum. Іншою характеристикою ранньої португальської мови була втрата інтервокальних звуків l і n, що іноді завершується поглинанням двох навколишніх голосних звуків, або вставкою голосного звуку в проміжку. Порівняйте: лат. salire, tenere, catena, ісп. salir, tener, cadena, порт. sair, ter, cadeia.
Коли елізованим приголосним був n, він часто назалізував попередній голосний звук, порівняйте: лат. manum, rana, bonum, порт. mão, rãa (тепер rã), bõo (тепер bom). Цей процес був джерелом більшості носових дифтонгів, які є типовими для португальської мови. Зокрема, латинські закінчення -ane-, -anu- і -one- стало -ão в більшості випадків, порівняйте: лат. canem, germanum, rationem з суч. порт. cão, irmão, razão та їх множиною cães, irmãos, razões.
Попри очевидну лексичну і граматичну схожість між португальською мовою та іншими романськими мовами за межами західно-іберійської гілки, вони не є взаємно зрозумілими до практичного ступеня. Носіям португальської мови зазвичай буде потрібне деяке формальне вивчення основної граматики і словника перед тим, як вони зможуть розуміти навіть найпростіші речення тими мовами (і навпаки):
Ela fecha sempre a janela antes de jantar. (португальська)
Ela fecha sempre a fiestra antes de cear. (галісійська)
Ella cierra siempre la ventana antes de cenar. (іспанська)
Ella tanca sempre la finestra abans de sopar. (каталанська)
Lei chiude sempre la finestra prima di cenare. (італійська)
Ea închide întotdeauna fereastra înainte de a cina. (румунська)
Elle ferme toujours la fenêtre avant de dîner/souper. (французька)
Вона завжди зачиняє вікно перед вечерею.
Відзначте, що частина лексичної розбіжності, вказаної вище, фактично прибуває від того, що різні романські мови використовують те ж кореневе слово з різними семантичними значеннями. Португальська, наприклад, має слово fresta, яке є родичем французького fenêtre або італійського finestra і так далі, але тепер це слово означає «розріз» в протилежність «вікну». Також, португальська має слово cear, родич італійського cenare і іспанського cenar, але використовує його в значенні «мати пізню вечерю», коли найчастіше слово, що означає «обідати» — jantar (пов'язано з архаїчним ісп. yantar) завдяки семантичним змінам в 19-му столітті. Галісійська має як слово fiestra (від середньовічного fẽestra, яке є джерелом португальського fresta), так і менш вживане xanela. Подібно до північних діалектів португальської мови, вона все ще використовує cear в його оригінальному значенні «обідати».

### Галісійська і фала
Основна стаття: Галісійська мова.
Найближча мова до португальської мови — галісійська, якою розмовляють в автономному регіоні Галісія (північно-західна Іспанія). Обидві були колись єдиною мовою, відомою сьогодні, як галісійсько-португальська, але починаючи з політичного відділення Португалії від Галісії, вони частково розійшлися, особливо у вимові і словнику. Проте, основний словник і граматика галісійської мови все ще помітно ближче до португальської мови, ніж до іспанської. Зокрема, вона використовує майбутній умовний спосіб дієслова, особистий інфінітив і синтетичний давноминулий час (див. секцію про граматику португальської мови нижче). Взаємна зрозумілість досить хороша між галісійською і північною португальською мовою, але слабша між галісійською і мовою центральної Португалії.
Лінгвістичний статус галісійської щодо португальської мови спірний. Деякі автори, як наприклад Ліндлі Сінтра, вважають, що вони — все ще діалекти спільної мови, не зважаючи на поверхневі відмінності у фонології і словнику. Інші, як наприклад Пілар Васкес Квестра, переконують, що вони стали окремими мовами завдяки головним відмінностям у фонетиці і використанню словника і, до меншого ступеню, морфології і синтаксису. Офіційна позиція Інституту галісійської мови вважає галісійську й португальську незалежними мовами. Стандартна орфографія підкреслює особливості фонології галісійської мови для того, щоб показати її відмінності від португальської, наполягаючи на фонетичному написанні і відкидаючи, наприклад, португальські графічні угоди подібні до графонем nh, lh, j на користь ñ, ll, x.
Мова фала — інший нащадок португальсько-галісійської мови, якою розмовляє невелика кількість людей в іспанських містах Валверді-ду-Фресну Valverdi du Fresnu, Ас-Еллас і Са-Мартін-де-Требеллу (автономна область Естремадура, біля кордону з Португалією).

### Похідні мови
Основна стаття: Португальські креоли.
Починаючи з 16 століття, значні контакти між португальськими мандрівниками і поселенцями та африканськими рабами і місцевими населеннями приводили до появи багатьох піджинів (гібридних мов) із різним ступенем португальського впливу. Оскільки ці піджини стали рідною мовою подальших поколінь, вони еволюціонували в повністю життєздатні креольські мови, які були досить поширеними в багатьох частинах Азії, Африки та Вест-Індії до 18-го століття.
Деякі засновані на основі португальської мови або створені під впливом португальської мови креоли все ще існують сьогодні, ними розмовляє понад 3 мільйони людей у всьому світі, особливо люди часткового португальського походження. Основні райони їх поширення: Кабо-Верде, Західна Африка, район Біскайської затоки, Індія та Шрі-Ланка, Суринам та Нідерладські Антили.

### Вплив на інші мови
Багато мов запозичили чимало слів із португальської. Португальська мова справила значний вплив на португальську бразильську мову, мову групи тупі-гуарані, що була поширена в Бразилії до 18 століття, і на мови, якими розмовляють в окрузі Сіккім на острові Флорес (Індонезія). На інших островах Індонезії португальські запозичення зустрічаються в ритуальних мовах.
Японсько-португальський словник Nippo Jisho (1603) був першим словником між японською та однією з європейських мов, продукт єзуїтської місіонерської діяльності в Японії. Продовжуючи роботу перших португальських місіонерів Dictionarium Anamiticum, Lusitanum et Latinum (анамітсько-португальсько-латинський словник), Александер ді Родес (1651) ввів «quốc ngữ» — сучасну орфографію в'єтнамської мови, засновану на орфографії португальської мови 17-го сторіччя. На романізацію китайської мови також, серед інших, вплинула португальська мова, особливо щодо китайських прізвищ, таких як «Mei».

## Історія
Коли римляни прибули на Іберійський півострів у 218 році до н. е., вони принесли з собою латинську мову, з якої й згодом виникли всі романські мови. Більша частина сучасної Португалії увійшла до складу провінції Лузітанія. Наприкінці 2-го століття до н. е. Південна Лузітанія вже була повністю романізованою. Страбон, грецький географ 1-го століття відмічає в своїй енциклопедії «Географія»: «вони прийняли латинські звичаї та вони більше не пам'ятають свою власну мову». Мова розповсюджувалася завдяки римським солдатам, що прибували сюди, поселенцям і торговцям, які будували латинські міста, здебільшого, біля поселень попередніх народів.
Між 409 і 711 р. н. е., оскільки Римська імперія розвалювалася, Іберійський півострів був завойований германськими народами (Велике переселення народів). До півострова прибули переважно Свеви і Вестготи, які швидко перейняли пізню латинську культуру і вульгарну латину як свою мову. Після вторгнення маврів в 711 році, арабська стала офіційною мовою в завойованих регіонах, але більшість населення продовжувало розмовляти романською мовою, відомою як мосарабська. Вплив арабської мови на романські діалекти, якими розмовляли в християнських королівствах на півночі півострова, був незначним, впливаючи переважно на їх словник.
Довго латинська мова залишалася основною письменною мовою, хоча населення розмовляло відмінними від неї діалектами. Найбільш ранні записи окремою галісійсько-португальською мовою — адміністративні документи IX-го століття, все ще з використанням багатьох латинських фраз. Сьогодні ця фаза розвитку відома як прото-португальська (між IX і XII століттями). Португалія була формально визнана як незалежна країна Леонським королівством у 1143 році, під час правління короля Альфонса І Великого.
Протягом першого періоду старої португальської мови — або періоду галісійсько-португальської мови (від 12-го до 14-го століття) — мова поступово вступила в загальне використання. До того це була мова лірики в християнський Іберії, подібно тому, як окситанська мова була мовою трубадурів Провансу. У 1290 році король Дініс створив перший португальський університет в Лісабоні (Estudo Geral) і видав декрет, що португальська мова, відома у ті часи як «вульгарна мова», стає офіційною та повинна називатися «португальською мовою».
Протягом другого періоду старої португальської мови — від XV до XVI століття, часу португальських відкриттів — мова була перенесена до багатьох регіонів Азії, Африки і Америки (нині найбільша кількість носіїв португальської мови живуть у Бразилії та Південній Африці). У XVI-му столітті вона стала лінгва-франка в Азії та Африці, що використовувалася не тільки для колоніальної адміністрації і торгівлі, але і для комунікації між місцевими посадовими особами і європейцями всіх національностей. Її розповсюдженню допомогли змішані шлюби між португальцями і місцевим населенням. Мова продовжувала бути популярною в Азії до XIX сторіччя. Деякі християнські суспільства Індії, Шрі-Ланки, Малайзії та Індонезії зберегли португальську мову та розмовляють нею і в наш час, навіть після того, як вони були ізольовані від Португалії.
Кінець періоду старої португальської мови був відмічений публікацією Cancioneiro Geral de Garcia de Resende в 1516 році. Ранні часи сучасної португальської мови, яка існує з XVI-го століття по сьогоднішній день, характеризувалися збільшенням в числі висококультурних слів, запозичених з класичних латинської та грецької мов протягом Ренесансу, що дуже збагатило словник.
У XV—XVIII ст. в містах Португалії був поширений іспано-португальський білінгвізм, який не зачепила навіть війна за незалежність. Протягом XVIII ст. іспанська мова поступово втратила свій вплив у Португалії.

## Діалекти
Основна стаття: Діалекти португальської мови
Португальська — плюрацентрична мова, тобто мова, що має кілька центрів. Вона має дві головні групи діалектів — пов'язані з Бразилією та пов'язані зі Старим Світом. З історичних причин діалекти Африки і Азії загалом ближчі до діалектів Португалії, ніж до бразильських діалектів, хоча в деяких аспектах їхньої фонології, особливо вимова ненаголошених голосних звуків, вони нагадують бразильську португальську мову більш ніж європейську. Вони не так вичерпно вивчені, як європейська і бразильська португальська мова. У різних частинах Африки, Азії і Америки існують також португальські креоли, але вони — незалежні мови, які не потрібно змішувати з португальською мовою.
Вважається, що бразильська португальська мова значно ближче до старої португальської мови 16 століття, «мови Камоенса», тож читати стару поезію слід винятково згідно з бразильськими правилами. На відміну від бразильської, європейська португальська мова була у значно тісніших контактах з сусідами та відрізнялася значною неоднорідністю, що призвело до більшого її розвитку. В межах двох головних діалектних гілок португальської мови, більшість відмінностей між діалектами стосуються вимови і словника. Нижче — деякі приклади:
слово «автобус»
Ангола & Мозамбік: machimbombo
Бразилія: ônibus
Португалія: autocarro
жаргонний вислів «іди геть»
Ангола: bazar — від кімбунду kubaza — «ламати», «поспішно уходити» та порт. «текти», «утікати»
Бразилія: vazar — від порт. «текти», «утікати»
Португалія: bazar — від кімбунду kubaza — «ламати», «поспішно уходити» та порт. «текти», «утікати»: слово «нетрі»
Ангола: musseque
Бразилія: favela
Португалія: bairro de lata або ilha
Між бразильською і європейською португальською мовами, особливо їх неформальними варіантами, також можуть бути значні відмінності в граматиці. Найвидатніші стосуються розміщення клітичних займенників і використання особових займенників третьої особи в називному відмінку замість знахідного. Наприклад, ЄП: Eu vi-a., БП: Eu vi ela («я її бачив»). Невідповідні стандартам випадки трапляються в обох варіантах португальської мови.
Основні фонетичні відмінності включають збереження у більшості говірок БП кінцевих звуків [s] і [z], які замінилися на [ʃ] і [ʒ] в ЄП; палатизацію звуків /d/ і /t/ у багатьох говірках БП, де вони звучать як [dʒ] і [tʃ] відповідно та значно більша назалізація голосних в БП.

### Європейська португальська

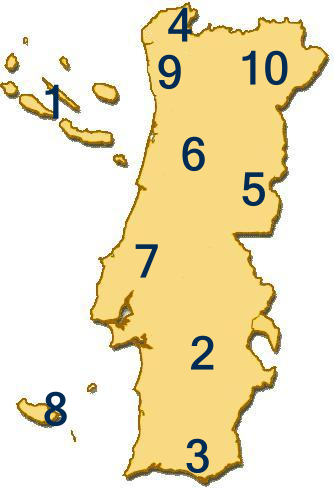
Карта португальських діалектних груп

#### Діалекти центру та півдня країни
- 1 —  Açoriano (Açoriano) — Діалект на Азорських островах.
- 2 —  Alentejano (Alentejano) — Alentejo Alentejano — Діалект районів Алентежу.
- 3 —  Algarvio (Algarvio — Algarve) — Є перш за все малою діалектною групою в західній частині в районі Альварґе.
- 5 —  Baixo-Beirão; Alto-Alentejano (Baixo-Beirão; Alto-Alentejano) — Центрально Португальський діалект (базовий для португальської мови).
- 6 —  Beirão (Beirão) — Діалект центральної Португалії районів Бейрау.
- 7 —  Estremenho (Estremenho) — Діалект регіону Коїмбри і Лісабона.
- 8 —  Madeirense (Madeirense) — Діалект Мадейри.

#### Діалекти Півночі країни
- 4 —  Alto-Minhoto (Alto-Minhoto) — Діалект на півночі Браги.
- 9 —  Nortenho (Nortenho) — Діалект регіони Браги і Порту.
- 10 —  Transmontano (Transmontano) — Діалект Траншмонтану в регіоні Траз-уш-Монтеш

## Словник
Основна стаття: Словник португальської мови
Майже 90 % словника португальської мови виходить від латинської мови. Проте, в результаті зайняття маврами Іберійського півострова протягом Середніх віків та активній участі Португалії у Віці Відкриттів, португальська мова запозичила слова зі всього світу.
Дуже мало португальських слів мають спільні корені з мовами попередніх мешканців Португалії, які включали фінікійців, карфагенян, іберів, лузітанців і кельтів. Деякі відомі приклади — abóbora — «гарбуз» і bezerro — «однолітнє теля» з іберійської мови; cerveja — «пиво» — з кельтської; saco — «сумка» — з фінікійської і cachorro — «собака, щеня» — з баскійської.
У 5-ому столітті свеви, вестготи і алани захопили Іберійський півострів (колишній латинський регіон Hispania), германські племена з Центральної Європи, яких витіснили звідти гуни. Проте, оскільки вони перейняли латинську культуру і мову, вони тільки незначно збагатили словник, здебільшого словами, що мали відношення до війни — наприклад, espora — «шпора», estaca — «стовп» і guerra — «війна» (від готських *spaúra, *stakka і *wirro відповідно).
Між 9-м і 15-м століттями португальська мова придбала близько 1000 слів з арабської під впливом Імперії маврів. Вони часто розпізнаються по арабському артиклю a(al)- на початку слова, і включають багато дуже загальних слів, наприклад aldeia — «село» — від التجارية (aldaya), alface — «салат» — від الخس (alkhass), armazém — «склад» — від المخزن (almahazan), azeite — «оливкова олія» — від زيت (azzait). З арабської мови прибуло також граматично цікаве слово oxalá (від Insha'Allah — Слава Богу). Назва португальського міста Фатіма (Fátima), де, за переказами, з'являлася Діва Марія — є ім'ям однієї з дочок Магомета.
Починаючись з 15-го століття, португальські морські дослідження призвели до введення багатьох запозичених слів з азійських мов. Наприклад, catana — «абордажна шабля» — від японського katana, corja — «натовп» — від малайського kórchchu і chá — «чай» — від китайського chá. З Південної Америки прийшли слова batata — «картопля» — з мови Таїно, ananás, abacaxi (два різновиди ананасів) і tucano («тукан») — з мов Тупі-гуарані, від слів naná і ibá cati мови Тупі і tucan мови Гуарані відповідно.
З 16-го до 19-го століття внаслідок ролі Португалії як посередниці в работоргівлі, з заснуванням великих португальських колоній в Анголі, Мозамбіку і Бразилії, португальська мова отримала кілька слів африканського та індіанського походження, особливо назви більшості тварин і рослин, що живуть на тих територіях. Хоча ці терміни, здебільшого, використовуються в колишніх колоніях, більшість з них стали типовими також і в сучасній європейській португальській мові. Від кімбунду, наприклад, походять слова cafuné — «ласка» — від kifumate, caçula — «наймолодша дитина» — від kusula, marimbondo — «тропічна оса» від marimbondo і bungular — «танцювати подібно до чарівника» — від kubungula.
Нарешті, португальська мова, особливо європейська, постійно отримувала так звані «партії» запозичених слів з інших європейських мов. Наприклад, melena «шпилька», fiambre «варена шинка» (на відміну від presunto — «суха шинка» — від латинського «prae-exsuctus» — «зневоднений»), і castelhano — «кастильський» — з іспанської мови; colchete — «скобка» і crochê — «в'язальний гачок», paletó — «пальто», batom — «помада», filé — «філе» і filete — «шматок» — від французьких слів crochet, paletot, bâton, filet відповідно; macarrão — «макарони», piloto — «пілот», carroça — «карета», «вагон» і barraca — «барак» — від італійських слів maccarone, pilotto, carrozza, barracca; та bife — «біфштекс», futebol — «футбол», revólver — «револьвер», estoque — «акція», folclore — «фольклор» — від англійських слів beef, football, revolver, stock, folklore.

## Писемність
Основна стаття: Ортографія португальської мови
Писемність португальської мови використовує латинський алфавіт, додаючи до нього діакритичні знаки, як-от: гострий наголос (á), циркумфлексний наголос (ê), вагомий наголос (à), тильду (ã) та седиль (ç), щоб позначати наголос, назалізацію й інші звукові зміни. Бразильська португальська мова також використовує значок трема (ü). Букви з будь-яким наголосом не вважаються за окремі під час порівнянні текстів (як, наприклад, іспанська буква ñ).

### Бразильське та європейське написання
Є деякі відмінності між ортографією Бразилії та інших португаломовних країн. Одна з найпомітніших — використання гострих наголосів у європейській/африканській ортографії в багатьох словах, наприклад, sinónimo, де бразильська ортографія вимагає циркумфлексний наголос — sinônimo. Інша важлива різниця є такою, що БП часто опускає c або t перед c, ç, або t, де ЄП має їх, наприклад, порівняйти: БП «fato» з ЄП «facto» («факт»), або БП «objeto» з ЄП «objecto» («об'єкт»). Деякі з цих відмінностей відображають розбіжності у вимові слів, але інші просто графічні. Однією з основних відмінностей між бразильською та класичною португальською вважається використання звуку «с» у кінці замість «ш», як-от у слові português.
З метою уніфікації ортографічної норми 1990 року було проведено ортографічну реформу португальської мови.

## Фонетика
Звично, у португальській мові виділяють 9 ротових голосних звуків і 19 приголосних, хоча деякі інші варіанти мови мають менше число фонем (наприклад, бразильська португальська мова має тільки 7 ротових голосних). Також існує п'ять носових голосних звуків, які деякі лінгвісти розцінюють як алофони ротових голосних, десять ротових дифтонгів і п'ять носових дифтонгів.

### Голосні

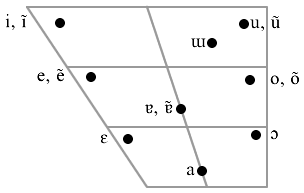
Схема монофтонгів лісабонського варіанту португальської мови

До семи голосних звуків вульгарної латинської мови європейська португальська мова додала два центральних голосних звуки, один з якого прагне бути елізованим при швидкій мові (подібно до e caduc у французькій). Високі голосні звуки /e o/ і низькі голосні звуки /ɛ ɔ/ — чотири чіткі фонеми, що чергують в різних формах апофонії. Подібно до каталонської, португальська використовує якість голосного звука для того, щоб протиставити наголошені склади ненаголошеним: ізольовані голосні звуки прагнуть бути вищими, і в деяких випадках централізованими, коли вони ненаголошені. Носові дифтонги трапляються здебільшого в кінці слів.

### Приголосні
|            | Білабіальні | Білабіальні | Лабіо- дентальні | Лабіо- дентальні | Дентальні | Дентальні | Альвеолярні | Альвеолярні | Пост- альвеолярні | Пост- альвеолярні | Палатальні | Палатальні | Велярні | Велярні | Увулярні | Увулярні |
| ---------- | ----------- | ----------- | ---------------- | ---------------- | --------- | --------- | ----------- | ----------- | ----------------- | ----------------- | ---------- | ---------- | ------- | ------- | -------- | -------- |
| Проривні   | p           | b           |                  |                  | t         | d         |             |             |                   |                   |            |            | k       | ɡ       |          |          |
| Носові     | m           | m           |                  |                  |           |           | n           | n           |                   |                   | ɲ          | ɲ          |         |         |          |          |
| Фрикативні |             |             | f                | v                |           |           | s           | z           | ʃ                 | ʒ                 |            |            |         |         | ʁ        |          |
| Ударні     |             |             |                  |                  |           |           | ɾ           | ɾ           |                   |                   |            |            |         |         |          |          |
| Латеральні |             |             |                  |                  |           |           | l           | l           |                   |                   | ʎ          | ʎ          |         |         |          |          |

Набір приголосних португальської мови відносно однорідний серед діалектів. Єдиною зміною проти середньовічної португальської мови було злиття африкатів (африкативних звуків) /ts/, /dz/, /tʃ/, /dʒ/ з фрикативними звуками /s/, /z/, /ʃ/, /ʒ/, відповідно, але не один з одним. Проте, з'явилися деякі цікаві діалектні варіанти і алофони, серед яких:
- У багатьох регіонах Бразилії /t/ і /d/ використовуються африкативні алофони [tʃ] і [dʒ], відповідно, перед /i/. (Квебекська французька мова має подібне явище, з альвеолярними африкатами замість постальвеолярних.)
- У кінці складу фонема /l/ має велярізований алофон [ɫ] у європейській португальській мові, подібно до «королівської» вимови британської англійської мови. Бразильська португальська мова має натомість алофон [w].
- У багатьох частинах Бразилії й Анголи /ɲ/ вимовляється як носовий рухомий звук [j̃], що також назалізує попередній голосний звук, таким чином, наприклад, /'niɲu/ (ninho) вимовляється як ['nĩj̃u].
- Існує значна діалектна варіація в значенні ротичних фонем /ɾ/ та /ʁ/.
- У більшій частині Бразилії альвеолярні шиплячі звуки /s/ і /z/ трапляються в кінці складів. Це залежить від того, яким буде наступний приголосний, глухий чи дзвінкий. Але в більшій частині Португалії й частині Бразилії шиплячі звуки в кінці складів — постальвеолярні /ʃ/ перед глухими приголосними, і /ʒ/ перед дзвінкими приголосними звуками. (У мові ладіно /s/ часто так само замінюється на /ʃ/ в кінці складів.)

## Приклад
«Заповіт» Тараса Шевченка португальською мовою (переклад Сильвестра Калинця):
| O TESTAMENTO Depois de eu morrer, enterrai-me: Na terra por sobre a calina, No meio do largo deserto: Da minha querida Ucraina. Afim de eu poder contemplar: A vasta campina ao redor, E ouvir as correntes do Dnipr: Descer com saudos o rumor. Depois de elle ter, da Ucraina, O sangue do inimigo, levado, P'ra o fundo do mar, deixarei: Os campos com o solo lavrado. Despido de tudo ás alturas: Do ceu voarei, subirei: A Deus, dirigir-lhe preces… A Deus por enquanto eu não amei… Irmãos, sepultai-me, surgi: As ferreas correntes quebrai! Com o sangue do vosso inimigo: O livre terreno regai. Irmãos, não deixai de enviar: De mim em palavras bondosas: P'ra grande familia, p'ra o lar: Paterno, lembranças saudosas. |

Джерело: Т. Г. Шевченко, Заповіт мовами народів світу, К., «Наукова думка», 1989